# Marcus de Magiër
Marcus de Magiër was een gnosticus die voort werkte op de ideeën van Valentinus en zo de sekte van marcosianen vormde. Wellicht werd hij geboren in Anatolië, waar gnostisch christendom prominent was, en zijn bloeitijd lag tussen 160 en 180. Hij verrichtte vermoedelijk zendingswerk in met name de Rhônevallei, en bronnen vermelden 'marcosianen' in zowel Lyon als Rome. Daartoe behoorden naar verluidt betrekkelijk veel (welgestelde) vrouwen. Hij werd beschuldigd van bedrog, en als charismatische, syncretistische profeet en magiër doet hij denken aan contemporaine figuren als Alexander van Abonutheichos.
Volgens kerkvader Irenaeüs gebruikte hij de valentiniaanse inwijdingsrite met de wijnbeker, waar hij wonderen mee uithaalde. De marcosianen poogden, via Marcus, de gave van profetie te verkrijgen van de eon Gratie (Charis). Bij deze en andere praktijken zou Marcus magie hebben gebruikt voor het aanwenden van goddelijke krachten en manipuleren van zijn volgelingen. Meer in het algemeen lag de nadruk in het marcosianisme op apolytrosis, verlossing, een begrip waar men verschillende invullingen aan gaf, en waarvoor men een variant op de doop bij het stervensuur gebruikte. Dit vrijwaarde de ingewijde van een negatieve veroordeling door de demiurg Achamoth in het hiernamaals.
Volgens Irenaeüs en Hippolytus hielden de marcosianen zich tevens bezig met neopythagoreïsche getallenmystiek en gematria. Die leidde tot kosmologische speculaties en interpretaties van Jezus en eonen uit het pleroma (de goddelijke wereld), zoals Waarheid. Die kennis zou zijn geopenbaard door de hoogste vier eonen: Eerste Vader, Intellect (beide mannelijk), Stilte en Waarheid (beide vrouwelijk), die samen de Tetrade vormden. Soortgelijke speculaties komen ook voor in de gnostische Marsanes, en de praktijk was van invloed op joodse merkava-mystiek.